# شعبه السنف (النادرة)

تعديل مصدري - تعديل

شعبه السنف هي إحدى قرى عزلة الزمازمة بمديرية النادرة التابعة لمحافظة إب، بلغ تعداد سكانها 411 نسمة حسب تعداد اليمن لعام 2004.